# Љубо Бешлић
Љубо Бешлић (Мостар, 17. јул 1958 — Загреб, 3. септембар 2021) био је хрватски и босанскохерцеговачки политичар и градоначелник Града Мостара од 2004. дo 2021.
Бешлић је био доградоначелник Мостара од 2003. до 2004. Предсједник је Кантоналног одбора ХДЗ-а БиХ за Херцеговачко-неретвански кантон од 2015.

## Биографија
Љубо Бешлић рођен је у Мостару. Основну и средњу школу завршио је у родном граду, а дипломирао је 1982. на Машинском факултету Универзитета у Мостару. Након дипломирања, Бешлић је радио као професор у Средњој машинској школи у Мостару. Потом се запослио као руководилац Службе одржавања у Графичком предузећу "Раде Битанга" у Мостару.
Оженио се Дубравком, с којом има три кћерке - Теу, Инес и Ивану.
Током рата у БиХ, Бешлић се борио на страни Хрватског вијећа одбране. Имао је чин пуковника. Предсједник Фрањо Туђман одликовао га је 24. децембра 1996. Редом хрватског тролиста ради особитих заслуга за Хрватску током рата. Након рата, 1996, радио је у Техничком одјелу у Сектору логистике Министарства одбране Федерације БиХ.

### Градоначелник Града Мостара
Крајем 2003. Градском вијеће изабрало га је за доградоначелника Града Мостара.
На локалним изборима 2004. Бешлић је био кандидат за градског вијећника на листи коалиције хрватских странака предвођених ХДЗ-ом БиХ. Изабран је са 1498 гласова, заједно са других десет кандидата коалиције.
Нови сазив Градског вијећа конституисан је у новембру 2004. Бешлић је био кандидат за градоначелника коалиције ХДЗ-а БиХ и других хрватских странака. Његови протукандидати били су Мирсад Хусеинагић из Странке за БиХ којег је подржавала коалиција бошњачких странака и Адиса Вучина коју је подржавала Народна странка - Радом за бољитак.
Након првог круга гласања нико од кандидата није добио потребну двотрећинску већину, па су у другом кругу учествовала двојица кандидата са највише гласова - Бешлић и Хусеинагић. Обојица су добила 14 гласова, уз шест уздржаних и једним гласом против. Након пропалог другог круга, Бешлић је 24. децембра 2004. у трећем кругу, гдје је била потребна натполовична већина, добио 21 глас, овај пут подржан од српских вијећника.
Вијеће му је поновно дало мандат након локалних избора 2008. Од те године, локални избори у Граду Мостару нису се одржавали све до 2020. године.
2015. године Бешлић је именован за предсједника Кантоналног одбора ХДЗ-а БиХ за Херцеговачко-неретвански кантон.

### Вијести
- „Извијешће са Прве сједнице Градског вијећа Мостара”. Градско вијеће Града Мостара. 24. 12. 2004. Приступљено 29. 8. 2012.
- „Одлука о одликовању Реда хрватског тролиста”. Народне новине. 29. 1. 1996. Приступљено 29. 8. 2012.

### Веб-странице
- „Избори 2004. године: Гласови за кандидате: Град Мостар” (PDF). Централна изборна комисија. Приступљено 29. 8. 2016.
- „Љубо Бешлић: Биографија”. Центар за истраживачко новинарство. Приступљено 29. 8. 2016.